# Akupresura
Akupresúra (iz »akupunktura« in »pritisk«) je  oblika alternativne medicine, kjer z uporabo prstov pritiskamo na določene točke na telesu, kar naj bi stimuliralo telesne samo-zdravilne sposobnosti. Akupresuro so pred več kot 5.000 leti razvili v Aziji. Z uporabo moči in občutljivosti prstov naj bi akupresura lajšala s stresom povezane težave in bila dobra za krepitev imunskega sistema. Akupresura naj bi tudi zmanjševala napetost, povečevala prekrvavitev ter zmanjševala bolečino. 
Akupresura in akupunktura uporabljata iste točke in meridiane, vendar pri akupunkturi uporabljamo igle, medtem ko pri akupresuri pritisk s prsti, komolcem oz. različnimi pripomočki. 

## Ozadje
Aku-točke, ki jih uporabljamo pri zdravljenju, so lahko ali pa tudi ne na območju, kjer se pojavlja določen simptom. V teoriji tradicionalne kitajske medicine so izbori takih točk in njihova učinkovitost utemeljeni na  stimuliranju sistema določenega meridiana, s čimer naj bi uravnovesili yin in yang oziroma qi in dosegli olajšanje. Nekatere vzhodnoazijske borilne veščine uporabljajo akupresuro za samoobrambo in zdravilne namene. Točke oz. kombinacija točk se uporablja za manipulacijo in onesposobitev nasprotnika. Akupresuro pa uporabljajo tudi za masažo lastnih točk za odpravo blokade meridian, kar naj bi povečalo njihovo cirkulacijo in točke naj bi bile manj občutljive na napad nasprotnika.

## Delovanje
Akupresurne točke na površini kože imajo visoko električno prevodnost in najbolj učinkovito prevajajo zdravilno energijo. Na Kitajskem pravijo zdravilni energiji Qi ali Chi, na Japonskem Ki, usmerjanje zdravilne energije pa se imenuje Reiki. Meridiani (skupno 12) so telesne zdravilne poti energije. Masaža prevaja zdravilne energijo po meridianah in s tem izboljšuje pretok in ravnotežje. Točke se nahajajo tam, kjer nastane blokada energije na meridianih in tam, kjer lahko najbolj učinkovito sprostimo napetost, odrvenelost ali bolečino. Ko zdravilna energija potuje skozi meridiane, izboljšuje pretok krvi in uravnovesi vse funkcije v telesu.
Energijske blokade lahko nastanejo zaradi stresa, traume ali poškodbe so lahko vzrok za veliko zdravstvenih težav. Energijski pretok vpliva na naše počutje, razmišljanje in tudi dihanje. Negativne misli lahko blokirajo pretok energije, pozitivne pa ga pospešijo. Ko se zamaši pretok življenjske energije, se kot rezultat pojavijo čustvena neuravnovešenost in bolezenski simptomi. Te blokade se pojavijo na akupresurnih točkah, ki jih potem lahko odpravimo z akupresurnimi metodami.

## Načini uporabe
Akupresuro uporabljamo za lajšanje bolečine, uravnavanje telesne energije in ohranjanje dobrega zdravja. Zdravilni dotiki lajšajo mišično napetost, povečujejo cirkulacijo in omogočajo globoko sprostitev. Z lajšanjem stresa akupresura krepi odpornost proti različnim boleznim. Poznamo samozdravilne formule za posebna stanja kot so kronična utrujenost, fibromialgija, kronične bolečine v mišicah, duševni stres, zasvojenost, učne težave, poškodbe, čustveno neravnovesje in še več.
Tu je nekaj področij za učinkovito uporabo akupresure:
- lepotni tretma
- tretma za boljšo spolnost
- tretma za bolečine v križu
- zdravljenje traume in psihične bolečine
- zdravljenje različnih odvisnosti
- drugo

## Pripomočki
Obstaja več različnih instrumentov za izvajanje pritiska z drgnjenjem, valjanjem ali pritiskanjem na refleksne cone telesa. Acuball je majhna krogla iz gume z izrastki, ki se segrevajo. Uporablja se z namenom izvajanja pritiska in lajšanja bolečin v mišicah. Energijski valjer je majhen cilinder z izrastki. Držimo ga med dlanmi in pomikanmo naprej in nazaj ter s tem izvajamo pritisk. Stopalni valjer (tudi »krupa chakra«) je okrogel, cilinderski valjer z izrastvki. Postavimo ga na tla in nato ga s stopalom premikamo naprej in nazaj. Piramidna preproga je preproga,na kateri so ostre piramidne izbokline, po katerih hodimo.  Hrbtenični valjer je valjer, ki vsebuje magnete, in se uporablja za masažo hrbtenice.  

## Klinične študije kot dokaz učinkovitosti

### Izboljšanje  nespečnosti
Pozitivne vplive akupresure na nespečnost je potrdila študija na Tajskem iz leta 2009. Pri petdesetih pacientih, ki so trpeli za nespečnostjo, so v randomizirani kontrolirani študiji dokazali, da vsakodnevno izvajanje pritiska na določeno točko na zapestju (akupresurna točka Shenmen) tik pred spanjem bistveno izboljša tako čas potreben, da oseba zaspi, kot tudi samo trajanje in kvaliteto spanca. Neposredno delovanje akupresure so spremljali pet tednov, učinek na spanec pa je trajal še dva tedna po končani terapiji. Študija je potekala vzporedno na dveh skupinah, eksperimentalni in kontrolni, vsaki s 25 osebami (pacienti iz domov za dolgotrajno oskrbo), odzive pa so podajali glede na uveljavljeno lestvico AIS (Athens Insomnia Scale). Kontrolna skupina je za razliko od eksperimentalne pred spanjem dobivala le blag dotik na enaki točki na zapestju. Rezultati so pokazali znatno boljše izide po AIS klasifikaciji pri eksperimentalni skupini kot pri kontrolni skupini (daljše in kvalitetnejše spanje). Pokazali pa so se tudi dolgoročni učinki akupresure, ki so trajali še nekaj tednov po prenehanju terapije. 

### Zdravljenje bolečine v spodnjem delu hrbtenice
Poleg klasične fizioterapije se pri lajšanju bolečin v hrbtenici uporablja tudi akupresura. Namen kliničnega poizkusa na 146 pacientih s kronično bolečino v spodnjem delu hrbtenice je bil primerjati dva različna terapevtska pristopa pri odpravljanju bolečin. Del pacientov je bil deležen klasične fizioterapije, del pa terapije z akupresuro, vsaka metoda je imela svojo terapevtsko tehniko. Subjektivno stopnjo bolečine so beležili pred začetkom (za določitev bazne linije) in po končanem testiranju (po 4 tednih). Stopnja bolečine 4 tedne po obravnavi je bila za akupresurno skupino bistveno nižja kot za fizioterapevtsko. Razlika je bila signifikantna tudi 6 tednov kasneje. Pri lajšanju bolečin v spodnjem delu hrbtenice ima akupresura boljše rezultate kot fizioterapija. Primernejša pa je tudi za odpravljanje bolečine zaradi  krčev, posledične utrujenosti in izčrpanosti.